# پلوتونوسن
پلوتونوسن (به انگلیسی: Plutonocene), Pu(C۸H۸)۲ یک ترکیب آلی متشکل از یک اتم پلوتونیوم است که به صورت ساندویچی بین دو حلقه آنیون سیکلواکتاتتراانید (COT2-) قرار دارد. این ماده، به صورت جامد قرمز تیره و بسیار حساس به هوا است که به میزان کمی در تولوئن و کلروکربن‌ها محلول است. پلوتونوسن عضو دسته اکتینوسن‌ها است که در آن آکتینیدها در حالت اکسایش ۴+ خود قرار دارند. اکتینوسن‌ها خود نوعی ترکیب متالوسن محسوب می‌شوند.
پلوتونوسن تا دهه ۱۹۸۰ به دلیل خطر قابل توجه تشعشع در مقایسه با اکتینوسن‌های دیگر مانند اورانوسن، کمتر مورد مطالعه قرار گرفته‌است. در عوض، این ترکیب بیشتر موضوع مطالعات نظری مربوط به پیوند در مولکول بوده‌است.